# Mats Löfgren
Mats Erik Löfgren, född 11 oktober 1951 i Sundsvall, död 7 mars 2007 i Stockholm, var en svensk journalist och översättare. Han började som journalist i en rad norrländska dagstidningar innan han blev yrkesöversättare från franska och (i mindre utsträckning) från engelska. Bland författare han översatte märks André Gorz, Milan Kundera och inte minst Tahar Ben Jelloun, vars arabiskt färgade franska Löfgren fann kongeniala former för på svenska.
Han var även fackligt aktiv; sekreterare i Översättarsektionen inom Sveriges författarförbund 1987–1990, därefter dess ordförande till 1999. Han var också ledamot av författarförbundets styrelse 1991–1995.
Löfgren gravsattes i minneslunden på kyrkogården i Graninge, Sollefteå kommun.

## Översättningar (urval)
- Stephen Croall & William Rankin: Ekologi för nybörjare (Ecology for beginners) (Bokomotiv, 1982)
- Claude Lanzmann: Shoah: de överlevande berättar (Shoah) (Alfabeta, 1986)
- Victor Hugo: 1793: en roman om franska revolutionen (Quatre-vingt-treize) (Bra böcker, 1993)
- Honoré de Balzac: De trettons historia (Histoire des treize) (Studentlitteratur, 1995)
- Vénus Khoury-Ghata: La Maestra (La Maestra) (Grate, 2003)
- Yann Arthus-Bertrand: Jorden sedd från ovan: ett flygporträtt av planeten (La terre vue du ciel) (Max Ström, 2007)

## Artiklar (urval)[4]
- "Samtal mellan fyra översättare (Tema: översättandets problematik och nödvändighet)". I tidskriften Författaren, 1987: nr 4/5, s. 22-25
- "Författaren som viskar i örat". I antologin Något att orda om: tankar kring konsten att översätta (Norstedt, 1997), s. 63-73

## Priser
- Albert Bonniers 100-årsminne 2002